# Докутович, Тимофей Адамович
Тимофе́й Ада́мович Докуто́вич (Цімафей Адамавіч Дакутовіч; 1922, д.Бородино, Оршанский р-н, Витебская область — 13 августа 1942, д.Горбово, Оршанский р-н) — белорус, железнодорожник, советский партизан, первый адъютант К. С. Заслонова, участник движения подпольщиков во времена оккупации, на счету отряда Тимофея ликвидации вражеских составов с продовольствием и военной техникой, следовавших на фронт для снабжения наступающих частей войск вермахта под Москвой 1941—1942 г.г., организация подпольной работы в тылу оккупанта, уничтожение вражеских подразделений.

## Биография
Родился в 1922 г. в деревне Бородино Оршанского района Витебской области в семье Докутовича Адама Ивановича и Докутович (Банковская) Марии Данатовны.
В семье кроме Тимофея было шесть детей — сестры Вера, Надежда, Любовь, Нюра и Александра и старший брат Иван.
Окончил 8 классов оршанской средней школы № 10. Вступил в комсомол.

## Деятельность
С началом войны Тимофей работал в оршанском паровозном депо помощником слесаря и одновременно формировал отряд партизан-подпольщиков, собирал с группой товарищей оружие, проводил диверсионные акции против оккупантов, участвовал в боевых действиях по разгрому вражеских гарнизонов, волостных управ.
После возвращения К. С. Заслонова на оршанский железнодорожный узел в 1941 г. в Орше сформировался более многочисленный очаг сопротивления из разрозненных групп подпольщиков, среди первых к «Дяде Косте» примыкают В. И. Аскольдович, П. К. Белоусов, М. В. Громаков, Т. А. Докутович.
Тимка, так его звали родные и близкие, руководил отрядом партизан-разведчиков, в который входили Евгений Белянко, Евгений Коржень, Евгений Бокуц, Владимир Хмылов, Василий Рыбаков и другие патриотически настроенные молодые ребята.
Группа Тимофея Докутовича изготавливала «угольные мины», выплавляя тол для них из бомб и снарядов, добытых у оккупантов.
Мины подбрасывали в топки, где те, взрываясь, выводили из строя паровозы. Принцип изготовления «угольной мины» — мокрой антрацитовой крошкой покрывался схожий по размерам с куском угля кусок тола, извлечённый из артиллерийских снарядов. После замерзания воды отличить тол, покрытый чёрным антрацитом, от настоящего угля было невозможно. Пронести взрывчатку в депо в режиме жесточайшего контроля было достаточно сложно. Рискуя своей жизнью и жизнью родственников, сестра Тимофея Вера в корзине с завтраком проносила брату замаскированную взрывчатку.
Деятельность группы подпольщиков в доме Тимофея привлекла внимание гестапо, после доноса Тимофея арестовали по подозрению в участии в подпольном движении. Во время пыток и допросов Тимофею предложили в обмен на жизнь информировать о расположении партизанских отрядов и командиров, а также предложили уничтожить К. С. Заслонова. Тимофей дал подписку о сотрудничестве. Придя в партизанский отряд, Тимка доложил Заслонову о случившемся следующее, — «Дядя Костя, я предал тебя и Родину, я дал согласие о сотрудничестве с гестапо, но я сделал это, чтобы вырваться из плена и сохранить себе жизнь для дальнейшей борьбы с фашистами, а предложенные условия я выполнять не буду! Дядя Костя, делайте со мной что хотите.» Старшее поколение партизан к его словам отнеслось с недоверием, поскольку он дал подписку о сотрудничестве. Но на защиту Тимки встал сам Заслонов. Он принародно заявил, — «В целях сохранения своей жизни, давайте оккупантам любые подписки о сотрудничестве, возвращайтесь в отряд, честно и откровенно докладывайте о случившемся, и дальше продолжайте сражаться с фашистами смело и мужественно за освобождение нашей Родины, не щадя своей жизни.»
В мае 1942 г. Т. А. Докутович стал адъютантом К. С. Заслонова.

## Эпизоды
В январе 1942 г. во время налета советской авиации Тимофей заскочил в будку машиниста паровоза, стоящего под парами, разогнал его и направил к поворотному кругу. Паровоз сошел с рельс под откос в котлован, поворотный круг вышел из строя, так он и не был более восстановлен немцами.
Получив информацию о перемещении крупного состава с офицерами вермахта, Тимофей с товарищами весной 1942 г. заминировал соединительные пути Орша-Восточная с блокпостом 533 километра 2 минами, взрывом под откос сошел проходящий эшелон, из-под обломков извлекли около 500 вражеских солдат и офицеров, а соединительный путь стал непригодным на продолжительное время. После случившегося начались массовые аресты, Тимофей ушел с группой подпольщиков железнодорожников в бригаду К. С. Заслонова в лес.
13 августа 1942 г. в бою в деревне Горбово при нападении на вражеский гарнизон, Тимофей Докутович погиб, закрывая грудью Заслонова.

## Экранизация
В 1949 году киностудией Беларусьфильм снят художественный фильм Константин Заслонов, в котором роль Тимофея сыграл Балашов Владимир Павлович.

## Награды
Медаль «Медаль «Партизану Отечественной войны»» II степени

## [1]Ссылки
1. ↑  Подвиг народа. podvignaroda.ru. Дата обращения: 9 февраля 2021. Архивировано 24 января 2018 года.